# 帕泰爾諾斯特羅冰川
69°24′S 158°37′E / 69.400°S 158.617°E
帕泰爾諾斯特羅冰川（英語：Paternostro Glacier）是南極洲的冰川，長20公里，最終注入戴維斯灣東部，該冰川根據美國地質調查局的測量和美國海軍的空中照片被繪入地圖，以美國海軍上尉命名。